# Brian Walton
Brian Walton est un évêque et orientaliste anglais né en 1600 et mort le 29 novembre 1661.

## Biographie

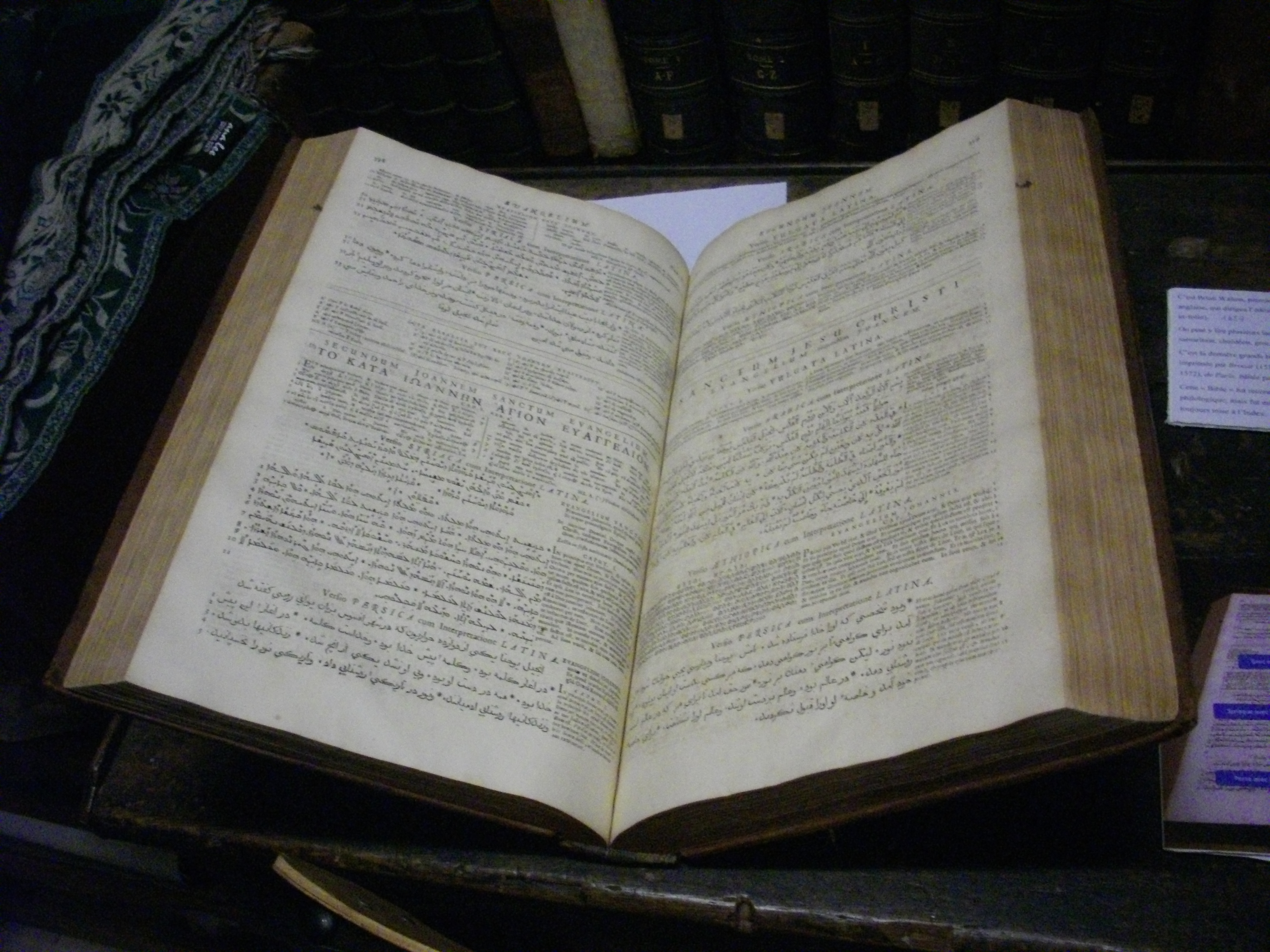
Biblia polyglotta de 1657, en la bibliothèque diocésaine d'Orléans.

Premier évêque de Chester après la Restauration anglaise, il donna en 1654 une Introductio ad lectionem linguarum orientalium, et dirigea l'édition de la Biblia polyglotta de Londres, (6 volumes in-folio publiés en 1657, et 2 suppléments en 1659), en hébreu, samaritain, chaldéen, grec, latin, arabe et persan.
Cette « Bible » fut estimée par ses contemporains du point de vue philologique, mais fut mise à l’Index à Rome.